# 阿斯彭希爾 (馬里蘭州)
阿斯彭希爾（英語：Aspen Hill）是位於美國馬里蘭州蒙哥馬利縣的一個普查規定居民點。

## 人口
根據2020年美國人口普查的數據，阿斯彭希爾的面積為24.81平方千米，當中陸地面積為24.60平方千米，而水域面積為0.21平方千米。當地共有人口51063人，而人口密度為每平方千米2,058.16人。